# Гончарівська селищна рада
Гончарівська се́лищна ра́да — орган місцевого самоврядування у Чернігівському районі Чернігівської області. Адміністративний центр — селище міського типу Гончарівське.

## Загальні відомості
Гончарівська селищна рада утворена в 1990 році.
- Територія ради: 1,519 км²
- Населення ради: 3354 особи (станом на 2001 рік)

## Населені пункти
Селищній раді підпорядковані населені пункти:
- смт Гончарівське

## Склад ради
Рада складається з 20 депутатів та голови.
- Голова ради: Рудник Віталій Миколайович
- Секретар ради: Півень Ніна Михайлівна

### Керівний склад попередніх скликань
| ПІБ                        | Основні відомості                                                        | Дата обрання | Дата звільнення |
| -------------------------- | ------------------------------------------------------------------------ | ------------ | --------------- |
| Носко Василь Миколайович   | Селищний голова, 1953 року народження, безпартійний                      | 26.03.2006   | 31.10.2010      |
| Рудник Віталій Миколайович | Селищний голова, 1975 року народження, освіта вища, член Партії регіонів | 31.10.2010   |                 |

Примітка: таблиця складена за даними джерела

### Депутати
За результатами місцевих виборів 2010 року депутатами ради стали:

#### За суб'єктами висування
| Суб'єкт висування | Кількість обраних депутатів | %  |
| ----------------- | --------------------------- | -- |
| Самовисування     | 13                          | 65 |
| Партія регіонів   | 7                           | 35 |

#### За округами
| № округу        | Прізвище, ім'я, по батькові      | Дата визнання обраним | Освіта                    | Партійна приналежність | Відомості про обраного депутата                                                 |
| --------------- | -------------------------------- | --------------------- | ------------------------- | ---------------------- | ------------------------------------------------------------------------------- |
| Партія регіонів |                                  |                       |                           |                        |                                                                                 |
| 4               | Чепінога В'ячеслав Петрович      | 01.11.2010            | Освіта середня            | член Партії регіонів   | В/Ч А 1815, охоронець                                                           |
| 5               | Баран Микола Леонтійович         | 01.11.2010            | Освіта середня            | член Партії регіонів   | пенсіонер                                                                       |
| 6               | Голубівський Павло Олексійович   | 01.11.2010            | Освіта середня            | член Партії регіонів   | пенсіонер                                                                       |
| 10              | Кочин Іван Григорович            | 01.11.2010            | Освіта середня            | член Партії регіонів   | пенсіонер                                                                       |
| 15              | Швецова Наталія Сергіївна        | 01.11.2010            | Освіта вища               | позапартійна           | пенсіонер                                                                       |
| 17              | Куровська Румія Заматдинівна     | 01.11.2010            | Освіта середня спеціальна | член Партії регіонів   | пенсіонер                                                                       |
| 20              | Потапенко Світлана Василівна     | 01.11.2010            | Освіта середня            | член Партії регіонів   | В/Ч А 1815, кухар їдальні                                                       |
| Самовисування   |                                  |                       |                           |                        |                                                                                 |
| 1               | Дуля Наталія Михайлівна          | 01.11.2010            | Освіта середня спеціальна | позапартійна           | Чернігівський лісгосп, касир                                                    |
| 2               | Півень Ніна Михайлівна           | 01.11.2010            | Освіта вища               | позапартійна           | Гончарівська селищна рада, секретар                                             |
| 3               | Хмеленко Тетяна Дмитрівна        | 01.11.2010            | Освіта середня            | позапартійна           | пенсіонер                                                                       |
| 7               | Кирилов Віталій Віталійович      | 01.11.2010            | Освіта вища               | позапартійний          | В/Ч А 1815, заступник командира дивізіону з виховної роботи                     |
| 8               | Соннік Олександр Євгенович       | 01.11.2010            | Освіта вища               | позапартійний          | В/Ч А 1815, командир бригадної артилерійської групи заступник командира бригади |
| 9               | Мошура Валерій Володимирович     | 01.11.2010            | Освіта вища               | позапартійний          | В/Ч А 1815, перший заступник командира в/ч А 1815                               |
| 11              | Машковцев Сергій Вікторович      | 01.11.2010            | Освіта вища               | позапартійний          | В/Ч А 1815, начальник служби частини                                            |
| 12              | Кириченко Володимир Миколайович  | 01.11.2010            | Освіта вища               | позапартійний          | В/Ч А 1815, командир дивізіону                                                  |
| 13              | Пархоменко Ігор Іванович         | 01.11.2010            | Освіта вища               | позапартійний          | В/Ч А 1815, начальник лазнево-прального відділення                              |
| 14              | Лютик Олександр Борисович        | 01.11.2010            | Освіта вища               | позапартійний          | В/Ч А 1815, начальник інженерної служби                                         |
| 16              | Слабошевський Олександр Павлович | 01.11.2010            | Освіта вища               | позапартійний          | В/Ч А 1815, начальник відділення бойової підготовки                             |
| 18              | Миколайчук Олег Іванович         | 01.11.2010            | Освіта вища               | позапартійний          | В/Ч А 1815, командир 1 танкового батальйону                                     |
| 19              | Таранюк Анатолій Ілліч           | 01.11.2010            | Освіта вища               | позапартійний          | В/Ч А 1815, командир Артилерійського дивізіону                                  |